# José Félix Ribas (Aragua)
Pour les articles homonymes, voir Ribas.
José Félix Ribas est l'une des dix-huit municipalités de l'État d'Aragua au Venezuela. Son chef-lieu est La Victoria. En 2011, la population s'élève à 143 501 habitants.

## Étymologie
La municipalité est nommée en l'honneur du général vénézuélien José Félix Ribas, héros de la Guerre d'indépendance du Venezuela.

## Géographie

### Subdivisions
La municipalité est divisée en cinq paroisses civiles avec, chacune à sa tête, une capitale (entre parenthèses) : 
- Castor Nieves Ríos (La Mercedes) ;
- Juan Vicente Bolívar y Ponte (La Victoria) ;
- Las Guacamayas (Las Guacamayas) ;
- Pao de Zárate (Pao de Zárate) ;
- Zuata (Zuata).